# The Waitresses
The Waitresses waren eine US-amerikanische Rockband aus Akron, Ohio.

## Werdegang
The Waitresses begann 1978 als experimentelles Soloprojekt des Gitarristen Chris Butler. 1980 formierte sich die Band, nachdem Sängerin Patty Donahue und weitere Musiker, darunter Billy Ficca von Television, zu dem Projekt stießen. Ihr erstes Konzert spielten sie am 31. Dezember 1980 in New York City. Bassist David Hofstra wurde 1982 von Tracy Wormworth ersetzt. 1983 lösten sich die Waitresses auf.
Ihr bekanntester Song ist der Hit Christmas Wrapping aus dem Jahr 1981. 
Sängerin Patty Donahue starb 1996 an einem Bronchialkarzinom.

## Diskografie

### Studioalben
- 1981: Wasn’t Tomorrow Wonderful?
- 1983: Bruiseology

### EPs
- 1982: I Could Rule the World If I Could Only Get the Parts

### Livealben
- 1997: King Biscuit Flower Hour

### Kompilationen
- 1990: The Best of The Waitresses
- 2003: 20th Century Masters – The Millennium Collection: The Best of The Waitresses
- 2007: Your Choice of Sides – A Collection of Outtakes & Obscuriosities
- 2013: Just Desserts: The Complete Waitresses

### Singles
- 1978: In “Short Stack”
- 1980: No Guilt (It Wasn’t The End of the World)
- 1980/81: I Know What Boys Like
- 1981: Christmas Wrapping
- 1982: Square Pegs
- 1983: Make the Weather
- 1983: Bruiseology
- 1983: Bread and Butter